# Institut des Hautes Études Scientifiques
Institut des hautes études scientifiques (IHÉS) は、フランスのパリ郊外の町ビュール＝シュル＝イヴェットにある数学及び理論物理学の研究所。訳語として、フランス高等科学研究所の他、フランス高等科学研究院等が当てられている。
1958年にレオン・モチャーンにより設立された。同年にグロタンディークとデュドネが教授として選任された。その後、グロタンディークは1970年に研究所に軍からの資金援助があることを知ったことから、研究所を去ることになった。
プリンストン高等研究所と並ぶ数学の研究所として有名で、現在までにI.H.É.S.に所属していたフィールズ賞受賞者はトム、グロタンディーク、ドリーニュ、コンヌ、ブルガン、コンツェビッチ、ラフォルグで合計7人いる。

## 歴代所長
- レオン・モチャーン (Léon Motchane) (1958 - 71)
- Nicolaas Kuiper (1971 - 85)
- Marcel Berger 　(1985 - 94)
- ジャン・ピエール・ブルギニョン (Jean-Pierre Bourguignon)　(1994 - )

## 現在所属している正教授
- 数学
  - ミハイル・グロモフ (Mikhail Gromov)
  - マキシム・コンツェビッチ (Maxim Kontsevich)
  - ローラン・ラフォルグ (Laurent Lafforgue)
- 物理学
  - チボー・ダムール (Thibault Damour)
  - ニキータ・ネクラソフ (Nikita Nekrasov)
- レオン・モチャーン教授 アラン・コンヌ (Alain Connes)
- ダヴィッド・ルエール名誉教授 (David Ruelle)
- ルイ・ミシェル教授
  - マイケル・R・ダグラス (Michael R. Douglas)
  - ユルク・フレーリッヒ (Jürg Fröhlich)
  - Samson Shatashvili

## 過去に所属していた著名な研究者
- ピエール・カルティエ (Pierre Cartier)
- デニス・サリヴァン (Dennis Sullivan)